# Miniaturyzacja

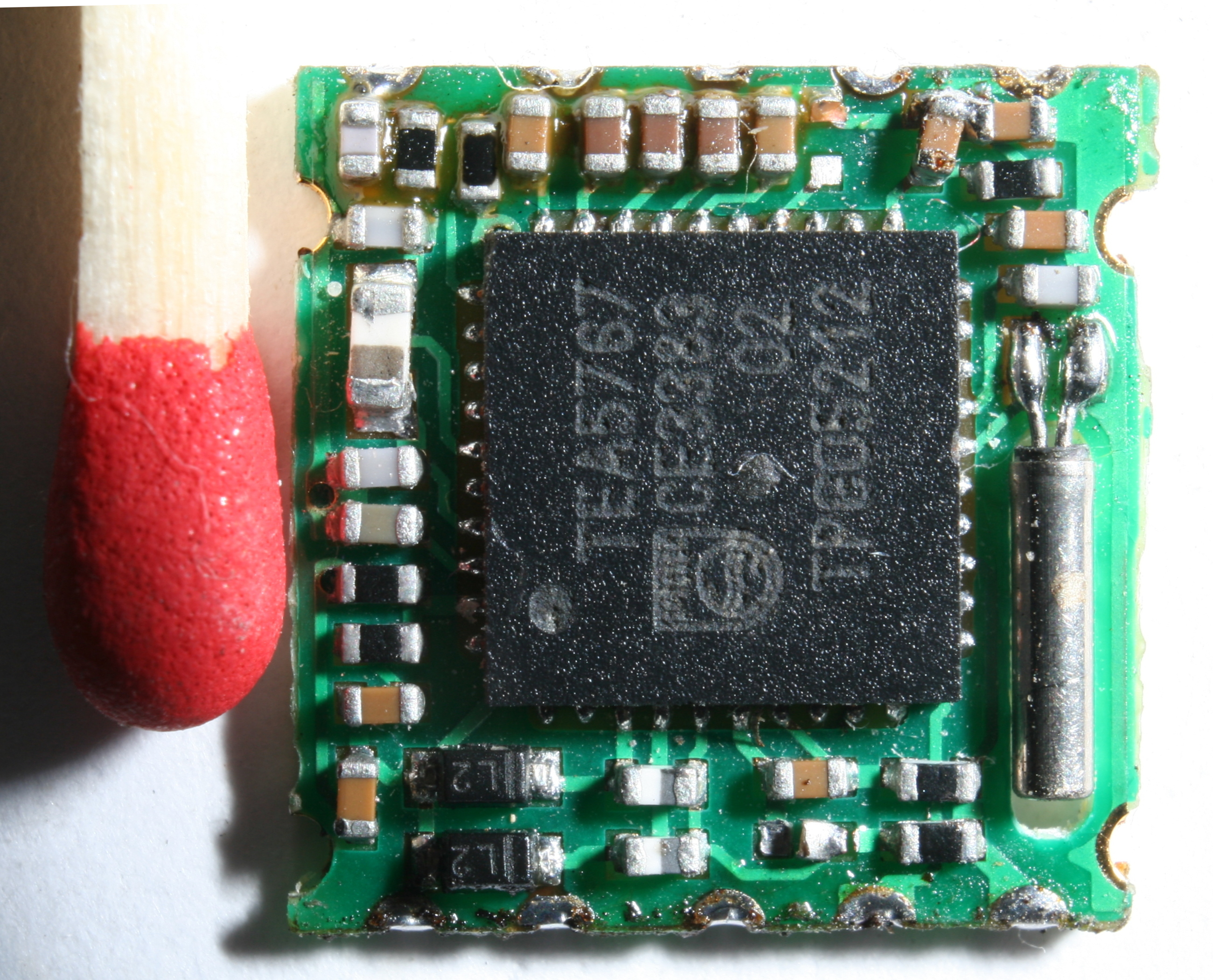
Miniaturowy moduł odbiornika radiowego

Miniaturyzacja to występujący w technologii trend zmniejszania rozmiarów urządzeń mechanicznych, optycznych i elektronicznych przy zachowaniu ich pełnej użyteczności. Zjawisko jest szczególnie widoczny w elektronice, gdzie rozmiar i liczba elementów ma duży wpływ na rozmiar i cenę produktu. Miniaturyzacja układów elektronicznych doprowadziła do rozwoju scalonych układów półprzewodnikowych. Układy te mogą zawierać wiele milionów elementów elektronicznych w jednej obudowie. Przykłady wysoko zminiaturyzowanych układów scalonych to m.in.:
- mikroprocesor
- mikrokontroler
- procesor graficzny
- pamięci cyfrowe: RAM i Flash